# Ubľa
Ubľa (em húngaro: Ugar; ucraniano: Убля) é um município da Eslováquia, situado no distrito de Snina, na região de Prešov. Tem 29 km² de área e sua população em 2018 foi estimada em 783 habitantes.

## Demografia
| Ano:        | 1994 | 2004   | 2014   | 2024   |
| ----------- | ---- | ------ | ------ | ------ |
| Broj ljudi: | 869  | 873    | 794    | 760    |
| Razlika:    |      | +0,46% | -9,04% | -4,28% |

| Ano:               | 2023 | 2024   |
| ------------------ | ---- | ------ |
| Número de pessoas: | 774  | 760    |
| Diferença:         |      | -1,80% |